# Ladapeyre
Ladapeyre là một xã thuộc tỉnh Creuse trong vùng Nouvelle-Aquitaine miền trung nước Pháp. Xã này nằm ở khu vực có độ cao trung bình 425 mét trên mực nước biển.

## Địa lý
Thị trấn có cự ly khoảng 20 dặm (32 km) west of Guéret, tại giao lộ các tuyến đường D11, D990 và tuyến đường D9.

## Dân số
| 1962                                                        | 1968 | 1975 | 1982 | 1990 | 1999 | 2005 |
| ----------------------------------------------------------- | ---- | ---- | ---- | ---- | ---- | ---- |
| 451                                                         | 495  | 391  | 380  | 336  | 329  | 342  |
| Số liệu điều tra dân số từ năm 1962 Dân số chỉ tính một lần |      |      |      |      |      |      |

## Địa điểm nổi bật
- Nhà thờ, từ thế kỷ 13.
- Lâu đài thế kỷ 15 Dauge.
- Các trang viên Le Coudard, La Chassagne và La Côte.
- Hồ nước Etang de Fragne.